# Olimpiada (Strigalowa)
Olimpiada, imię świeckie Olga Wasiljewna Strigalowa, rzadziej Striganowa (ur. 29 czerwca 1771 w Kostromie, zm. 6 sierpnia 1828 w Kijowie) – rosyjska mniszka prawosławna, święta Rosyjskiego Kościoła Prawosławnego.

## Życiorys
Pochodziła z zamożnej rodziny Wasilija i Paraskiewy Strigalowych. Już w dzieciństwie postanowiła zostać mniszką. Aby uniknąć niechcianego zamążpójścia, zwróciła się do schimniszki Marty, przełożonej żeńskiej wspólnoty mniszej św. Aleksego w Arzamasie. W wieku 21 lat uciekła z domu i ukryła się najpierw w monasterze żeńskim w Kostromie, a następnie dotarła do wspólnoty w Arzamasie. Gdy jednak jej rodzice zaczęli jej poszukiwać, schimniszka Marta poleciła jej wrócić do domu. Po kilku miesiącach Strigalowie przekonali się, że powołanie córki było szczerze, i zgodzili się na jej powrót do wspólnoty. W marcu 1793 Olga Strigalowa została przyjęta w poczet posłusznic. Jej rodzice od tej pory wielokrotnie wspierali wspólnotę św. Aleksego, przekazując jej ikony i inne cenne elementy wyposażenia świątyń.
Olga Strigalowa pozostawała pod opieką duchową mniszki Marty. 17 marca 1795 w tajemnicy została postrzyżona na mniszkę przez nieznanego z nazwiska mnicha Adriana. Przyjęcie przez nią stanu mniszego dokonało się w taki sposób, gdyż wspólnota św. Aleksego nie posiadała statusu monasteru i w związku z tym jej członkinie, poza przełożoną, musiały pozostawać posłusznicami. Postrzyżyny Olgi Strigalowej były utrzymywane w tajemnicy jeszcze w 1813, gdy po śmierci schimniszki Marty, a następnie kolejnej przełożonej Matrony, właśnie ją konsystorz eparchii niżnonowogrodzkiej wyznaczył do kierowania wspólnotą. W stosownym dokumencie mniszkę nadal określa się jako Olgę Wasiljewą.
W okresie zarządzania wspólnotą przez Olimpiadę rozbudowany został sobór Wniebowstąpienia Pańskiego, w którym modliły się siostry. Fundatorem inwestycji był w znacznej mierze kupiec Wasilij Kisielew, który wysoko cenił mniszkę. Cieszyła się ona znaczącym autorytetem zarówno wśród sióstr, jak i wśród świeckich wiernych. Z pomocą różnych ofiarodawców Olimpiada wzniosła również młyn, urządziła monasterskie ogrody, zbudowała trzy murowane budynki mieszkalne dla sióstr oraz infirmerię z osobną cerkwią.
W 1827 Olimpiada udała się z pielgrzymką do Ławry Pieczerskiej. Drogę zniosła bardzo źle i przybyła do Kijowa w maju 1828 poważnie chora, zaś w sierpniu tego samego roku zmarła. Pozostawiła po sobie Testament duchowy, w którym wzywała siostry do nieugiętego trwania w wierze. Została pochowana w Dalekich Pieczarach Ławry Peczerskiej.
Kanonizowana jako święta mniszka, czczona jest 15/28 lipca w dniu wspomnienia Soboru Świętych Kijowskich.